# Dmitrij Pavlovič Tatiščev
Dmitrij Pavlovič Tatiščev (in russo Дмитрий Павлович Татищев?; 1767 – Vienna, 16 settembre 1845) è stato un militare, ambasciatore e politico russo, consigliere privato dello zar, capo ciambellano, membro del Consiglio di Stato, senatore, inviato straordinario a Napoli (1802-1803 e 1805-1808) e ministro plenipotenziario in diverse corti: in Spagna (1812-1821), ambasciatore in Austria (1822-1841); membro onorario dell'Accademia delle Arti, collezionista e conoscitore d'arte. Primo cittadino russo ad essere insignito dell'Ordine del Toson d'oro (1816).

## Biografia

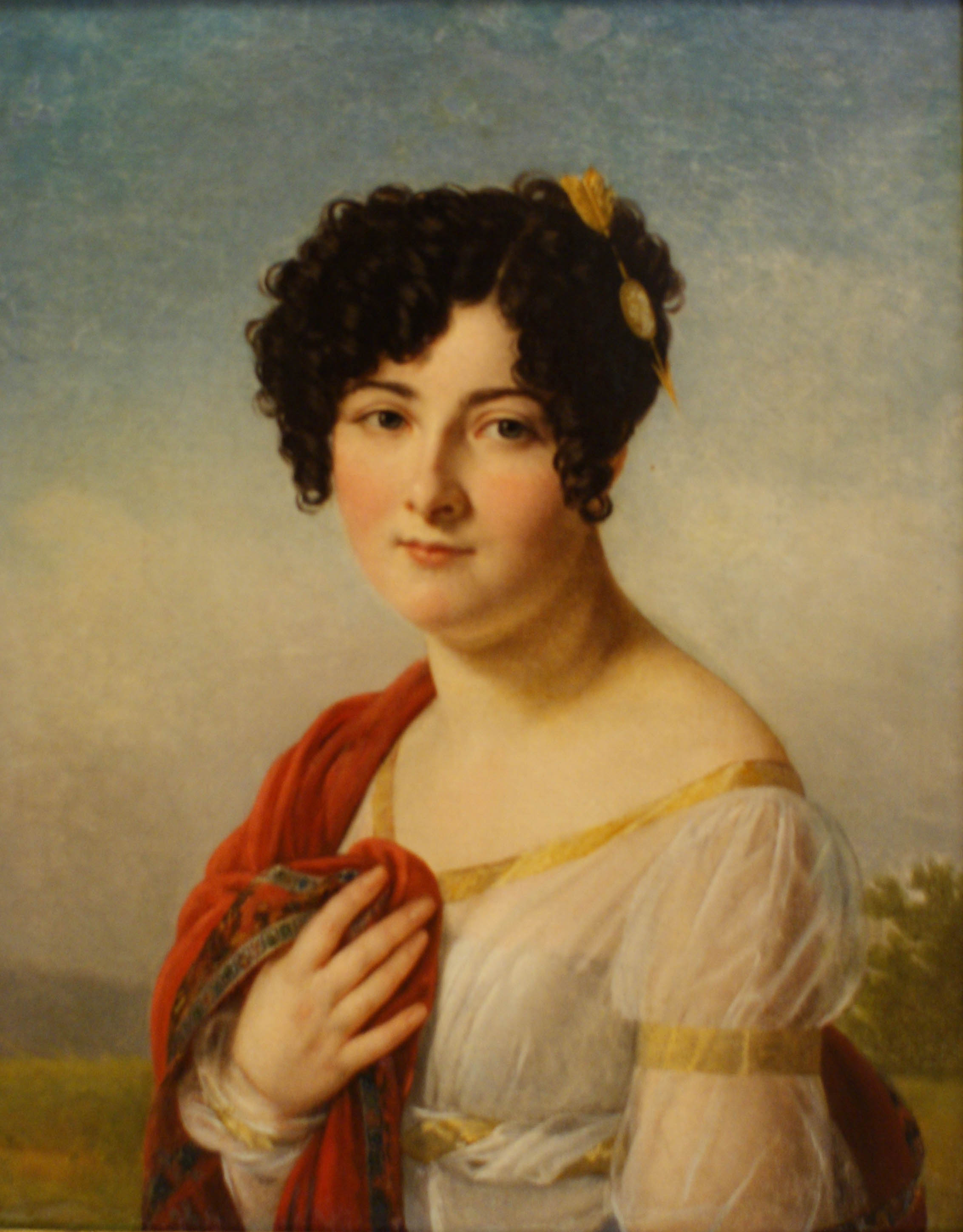
Sua moglie Julija Aleksandrovna Konopka (François Gérard, 1814).

Ricevimento del Granduca Aleksandr Nikolaevič da parte del Principe Metternich all'Hofburg di Vienna nel 1829.

Nacque nel 1767 figlio del tenente capitano delle guardie del Reggimento Preobraženskij, e poi consigliere di corte, Pavel Sergeevič, e di Maria Yakovlevna Arshenevskaya, all'interno della famiglia Tatiščev (Rjurikidi).
Ricevette una istruzione domestica curata da sua zia, la principessa Ekaterina Romanovna Voroncova, che prese parte attiva all'organizzazione iniziale della sua carriera.  Nel 1780 era cornetta nelle Guardie a cavallo, e nel 1791 fu volontario nell'esercito di Grigorij Aleksandrovič Potëmkin. L'anno successivo iniziò la sua carriera diplomatica dopo la firma del Trattato di Iași, come incaricato d'affari a Costantinopoli dove rimase quattro mesi. In quello stesso 1792 si arruolò volontario nell'esercito austro-prussiano partecipando alla campagna di Francia contro i rivoluzionari. Nel 1794, come Rittmeister, prese parte alle ostilità in Polonia in forza all'armata di Aleksandr Vasil'evič Suvorov, si distinse nella battaglia di Praga e poi nella conquista di Varsavia ricevendo l'Ordine di San Giorgio di quarto grado e la promozione a secondo capitano.
Durante il regno dello zar Paolo I, la sua carriera procedette rapidamente:  nel 1796 divenne capitano effettivo e poi ebbe il titolo di camerlengo, e tre anni dopo fu nominato membro del Collegio degli Affari Esteri con il grado di consigliere privato.
Sotto lo zar Alessandro I fu inviato come ambasciatore alla Corte del Regno di Napoli nel giugno 1802, rimanendovi fino al marzo 1803. Nel 1804 fu secondo commissario (dopo il principe Czartorysky) nei negoziati con l'Austria su un'alleanza in funzione antifrancese, e il 13 ottobre firmò a San Pietroburgo la Dichiarazione sull'unione di Russia e Austria contro la Francia insieme al Conte Johann Philipp Karl Joseph von Stadion.
Nel gennaio 1805 fu inviato nuovamente come ambasciatore a Napoli, dove rimase fino al 1808, poi fu senatore nel 1810, e sempre nel 1810 sposò la nobildonna polacca Julija Alexandrovna Konopka di Slonim, sorella del generale francese Jan Konopka, da cui non ebbe figli. In quello stesso anno fu nominato inviato straordinario e ministro plenipotenziario a Madrid, dove giunse solo nel 1814. Divenne amico personale del re Ferdinando VII di Spagna e con la sua politica cercò di rafforzare le relazioni dell'Impero russo con la Spagna e con l'America, migliorare il commercio tra i due paesi ed indebolire l'influenza della Gran Bretagna secondo il piano di Giovanni Capodistria. In Spagna, grazie alla sua influenza, ci fu una parziale amnistia per i liberali e furono avviate le riforme economiche. Una buona prova della sua influenza fu l'accettazione da parte di Ferdinando VII in modo segreto della Santa Alleanza il 31 maggio 1816, senza informare il Segretario di Stato, Pedro Cevallos Guerra. Per il suo impegno in relazione al Congresso di Vienna e al trattato della Santa Alleanza del 19 luglio 1816 Ferdinando VII gli concesse l'Ordine del Toson d'oro, onorificenza che non era mai stata concessa prima a un diplomatico e che provocò un certo disagio in Inghilterra, che in essa vide la crescente influenza russa negli affari interni della Spagna tanto da presentare una nota diplomatica di protesta all'ambasciatore spagnolo a Londra Carlos Gutiérrez de los Ríos.
José García de León y Pizarro era, infatti, suo buon amico poiché gli doveva l'incarico di Segretario di Stato in sostituzione di Cevallos, e nelle sue memorie ci sono testimonianze dirette delle frequenti e segrete visite dell'ambasciatore russo al re e della corrispondenza diretta che era riuscito a creare tra Ferdinando VII e lo zar Alessandro I. Negli anni del suo governo l'influenza russa aumentò tanto che, con la mediazione dell'ambasciatore russo, favorevole alla repressione delle rivolte indipendentiste nelle colonie in America, la Corona di Spagna acquistò dall'Impero russo, nel 1817, cinque vascelli e tre fregate per un valore di 68 milioni di real, pagati in parte utilizzando le 400.000 sterline pagate dalla Gran Bretagna come risarcimento per l'abolizione della tratta degli schiavi, ma si rivelarono talmente inutili che il governo spagnolo si rifiutò di pagare la seconda rata e solo sei anni dopo le navi furono demolite. L'affare urtò il re e costò il suo incarico a Pizarro, che andò in esilio anche se era stato coinvolto marginalmente nella compravendita.
Rispetto al Congresso di Aquisgrana, nel 1818 lo zar Alessandro I lasciò la Spagna sotto l'influenza britannica, deludendo così i piani di Capodistria. Non vedendo più alcun senso nel suo lavoro in Spagna, nel 1819 chiese di essere richiamato in Patria, lasciando Madrid nell'ottobre dello stesso anno.
Mentre si trovava a Madrid iniziò a collezionare dipinti, così come molti ambasciatori russi prima di lui, come Semën Romanovič Voroncov a Londra e Dmitrij Michajlovič Golicyn a Vienna. A seguito delle guerre napoleoniche nella penisola iberica, molti nobili dovettero vendere le loro proprietà, in modo che i dipinti fossero disponibili a prezzi bassi. La collezione di Tatishchev comprendeva opere di Jan van Eyck, Raffaello e Leonardo da Vinci.
Nel 1819 fu nominato consigliere privato reale di secondo II grado. Nel 1821-1823 si costruì una magnifica casa sul Kuznetsky Most a Mosca, che rimase in suo possesso fino alla sua morte. Nel 1822 fu nominato ambasciatore a L'Aia, dove non si recò mai.
Dal 1822 iniziarono le sue relazioni diplomatiche con Vienna, particolarmente importanti e difficili, che richiedevano doti ed esperienza eccezionali visto che questo periodo coincise con la crescita del potere di Metternich e l'influenza dell'Austria negli affari internazionali. Quell'anno, per due volte (a febbraio e maggio) si recò a Vienna con incarichi speciali del Comando Supremo al fine di effettuare delle trattative preliminari su questioni inerenti al prossimo Congresso di Verona.
Dopo il congresso venne lasciato in Austria per una urgente missione presso la corte di Vienna. Il 20 febbraio 1825 firmò nella Capitale, insieme al Cancelliere Metternich, una convenzione sulla liquidazione di crediti monetari sull'ex possesso dell'Austria di parte di alcune parti del Regno di Polonia e della regione di Cracovia. Per questo risultato fu premiato con i diamanti sull'Ordine Imperiale di Sant'Aleksandr Nevskij. Il 22 agosto 1826 fu nominato ambasciatore straordinario e ministro plenipotenziario presso la Corte di Vienna, dove rimase fino all'11 novembre 1841, quando presentò lettere di richiamo per malattia.
Nel 1838 divenne membro del Consiglio di Stato, anche se in realtà si aspettava la nomina a Presidente o a Cancelliere. A causa della sua cecità, si ritirò dal servizio diplomatico l'11 settembre 1841, ottenendo l'incarico di capo ciambellano di corte. Visse come un ricco barone russo nel Palazzo Liechtenstein di Vienna senza riguardo per la sua fortuna economica, e il suo salotto era un luogo di incontro per l'aristocrazia locale. Convisse con i debiti per molto tempo, e mandava ad impegnare i suoi diamanti e le sue medaglie il nipote Pavel Alexandrovič Urussow a San Pietroburgo. Alla sua morte i suoi debiti ammontavano a 30.000 rubli. Aveva pensato di costruire una magnifica casa a San Pietroburgo per la sua collezione di dipinti. Spentosi a Vienna il 16 settembre 1845, versando in gravi ristrettezze economiche, fu sepolto nel villaggio di Tatishchev Pogost vicino a Rostov. Non fu posta nessuna lapide. Secondo i suoi desideri, la sua collezione di 200 dipinti, 160 gemme rare e molte armi antiche fu donata allo zar Nicola I di Russia e poi trasferita al Museo dell'Ermitage di San Pietroburgo. Dal 1842 era membro dell'Accademia russa delle scienze.

### Annotazioni
1. ↑  Secondo molti contemporanei, egli avrebbe avuto un effetto dannoso sul re, spingendolo sulla via della reazione. Gli ambasciatori stranieri a Madrid riferirono ai loro governi: Qui regna esclusivamente l'influenza dell'inviato russo. Il re è interrogato in tutti i suoi affari essenziali, anche quelli relativi alla sola Spagna. Nessun ministro usa una simile procura e, se devono dire qualcosa di speciale al re, comunicano prima con Tatishchev.
2. ↑  Secondo Barroso e dubbio che la compravendita fosse una truffa e che le navi fossero così in cattivo stato come la propaganda liberale cercò di fare credere. Lo zar Alessandro I inviò, in sostituzione di due dei cinque vascelli che furono dichiarati inservibili, altre tre fregate, come risulta da un dispaccio indirizzato il 15 luglio 1829 dal Segretario di Stato Manuel González Salmón all'ambasciatore spagnolo a San Pietroburgo: L'intenzione di S.M. E di non acconsentire al pagamento della somma indicata perché se è certo che per il conto e per l'accordo firmato dal Bailo Tatischeff e Don Antonio de Ugarte, risulta la Russia e creditrice di cinque milioni e trecentomila rubli in assegni, ci sono tali motivi contrari e conclusivi, che fanno svanire questo impegno.

### Fonti
1. 1 2 3 4 5 6 7 8 9 10 11 12 13 14 15 16 17 18 19 20  Biografija.
2. 1 2 3 4 5 6 7 8 9 10  Nasledie.
3. 1 2 3 4 5 6 7 8  Smolensklib.
4. ↑  Barroso Iglesias 2009, p. 129.
5. ↑  Barroso Iglesias 2009, p. 139.
6. ↑  Ramírez de Villa Urrutia 1931, pp. 151-152.
7. ↑  Barroso Iglesias 2009, p. 140.
8. 1 2  Ramírez de Villa Urrutia 1931, p. 153.
9. ↑  Barroso Iglesias 2009, pp. 151-155.
10. ↑  Barroso Iglesias 2009, p. 19.